# Amnicola decisus
Amnicola decisus är en snäckart som beskrevs av Samuel Stehman Haldeman 1845. Amnicola decisus ingår i släktet Amnicola och familjen tusensnäckor. Inga underarter finns listade i Catalogue of Life.